# Rainer Salzgeber
Rainer Salzgeber, né le 26 avril 1967 à Bludenz, est un ancien skieur alpin autrichien.

## Championnats du monde
- Championnats du monde de 1993 à Morioka (Japon) :
  -  Médaille d'argent en Géant

## Coupe du monde
- Meilleur résultat au classement général : 24e en 1992

### Saison par saison
- Coupe du monde 1990 :
  - Classement général : 52e
- Coupe du monde 1991 :
  - Classement général : 31e
- Coupe du monde 1992 :
  - Classement général : 24e
- Coupe du monde 1993 :
  - Classement général : 48e
- Coupe du monde 1994 :
  - Classement général : 44e
- Coupe du monde 1995 :
  - Classement général : 36e
- Coupe du monde 1996 :
  - Classement général : 54e
- Coupe du monde 1997 :
  - Classement général : 37e
- Coupe du monde 1998 :
  - Classement général : 32e
- Coupe du monde 1999 :
  - Classement général : 25e
- Coupe du monde 2000 :
  - Classement général : 41e
- Coupe du monde 2001 :
  - Classement général : 70e
- Coupe du monde 2002 :
  - Classement général : 122e

## Arlberg-Kandahar
- Meilleur résultat : 9e place dans le combiné 1992 à Garmisch